# Прокопиу, Георгиос
Гео́ргиос Прокопи́у (греч. Γεώργιος Προκοπίου; 1876, Смирна — 20 декабря 1940, Тепелена, Северный Эпир) — один из самых видных греческих художников-баталистов, придворный художник императора Эфиопии Менелика II, один из первых греческих военных кинооператоров и фотографов, один из пионеров греческого документального фильма, полковник греческой армии (посмертно), кавалер боевого Военного креста.

## Биография
Георгиос Прокопиу родился в 1876 году в пригороде Бурнова малоазийского города Смирна. У его родителей, Андреаса Прокопиу и Ирини Урфали, было ещё 6 детей-будущие композитор Антонис, декоратор Ангелис, писатель Сократис и девочки Коралия, Элени и Кокка. В возрасте 15 лет и в качестве иконописца, Прокопиу проявил свои склонность и способность к живописи. Был отмечен, проживавшей в Бурнова, английской художницей Ортанс Вуд. Вуд начала давать ему уроки рисования. В1894 году Вуд представила своего ученика греческому художнику Никифору Литрасу, который рекомендовал Прокопиу поступить в Афинскую школу изящных искусств.
С 1895 года Прокопиу учился в Афинской школе искусству Литраса и Георгия Ройлоса.
В 1899 году мэр Афин Спирос Меркурис предоставил ему маленький зал в Муниципальном театре, где Прокопиу создал своё художественное ателье. Ателье стало популярным среди представителей афинской богемы. В этот период Прокопиу рисовал чаще всего углём. В богемный период, в 1900 году, он исполнил портрет своей будущей жены, Лулы Фасили.
В 1901 году он завершил учёбу в Школе искусств и вернулся в Смирну. Здесь он организовал свои первые персональные выставки в залах Solari, PolycarpeVessel и Anglo-Eastern.

## Эфиопия

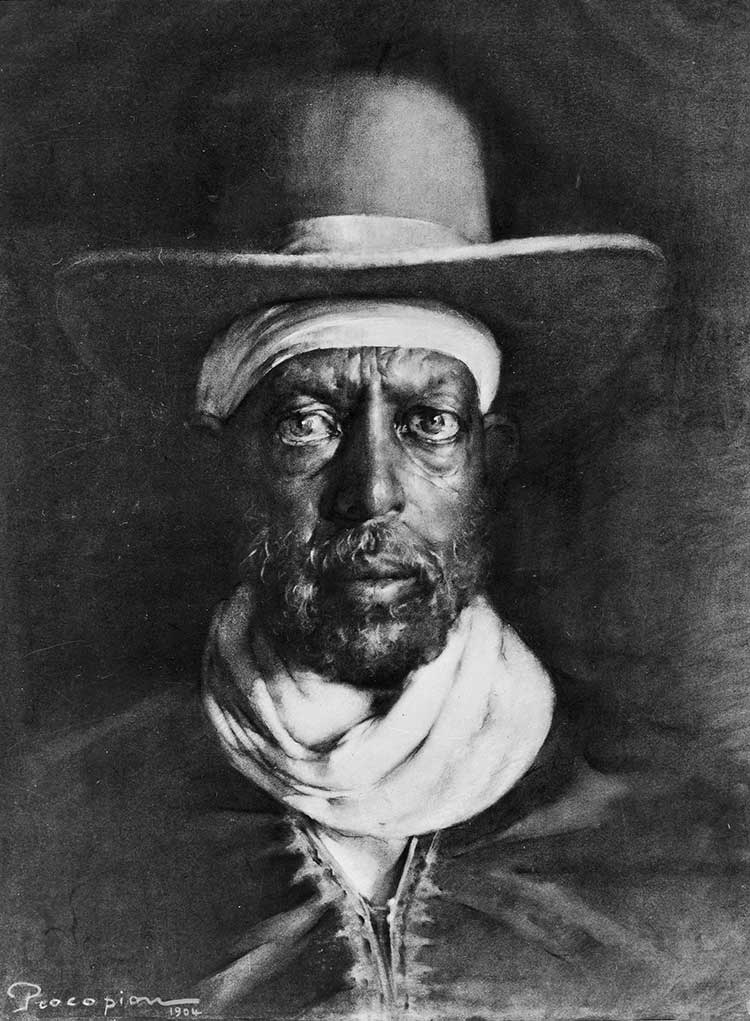
Император Менелик II.

В 1903 году Прокопиу отправился в Александрию и Каир. Здесь он выполнил ряд портретов состоятельных представителей греческой общины. Во время своего пребывания в Египте, Прокопиу познакомился с будущим героем Борьбы за Македонию Павлосом Меласом. В свою очередь, Мелас познакомил его с главой абиссинской дипломатической миссией, генералом Массаса. Знакомство послужило началом эфиопского периода в жизни и творчестве Прокопиу. Прокопиу выполнил портрет Массасы, после чего генерал пригласил его в Аддис-Абебу, выполнить портрет императора Менелика II. С братом Сократом, который описал путешествие в своих книгах «В царствах Менелика» (Афины 1924) и «Греки Абиссинии» (Афины, 1930), Прокопиу отправился в 1904 году в Аддис-Абебу. Путешествие, с караваном из Джибути, заняло 40 дней.
В 1905 году Прокопиу принял участие в конкурсе на лучший портрет императора Менелика, получил первую премию за свой портрет углём и стал придворным художником. Перед участием в конкурсе, Прокопиу успешно прошёл испытание, выполнив портреты двоюродного брата императора, рас Дессама, государственного советника швейцарца Ильга и его супруги. Впоследствии Прокопиу выполнил также портреты маслом императора Менелика и императрицы Таиту Бетул, посла Италии и его супруги, посла России, сестры императрицы, царицы Кафа, рас Голдогеорги, рас Михаила. Прокопиу написал также множество характерных персонажей и пейзажей Абиссинии. Менелик наградил его следующими орденами: Орден Соломона, Орден Звезды Эфиопии, Орден Эфиопского льва.
Одновременно, с эфиопского периода ведёт отсчёт его увлечение фотографией, а впоследствии, и кинематографической камерой.

## Александрия
В 1906 году Прокопиу уехал в Смирну. По пути заехал в афинский Фалер, где женился на Луле Фасили. В 1907 году, в Фалере, родился его первый сын, Андреас. В том же году Прокопиу, с семьёй, переселился в Александрию. Одной из известных работ художника, выполненных в этот период, стал портрет губернатора Александрии.
В 1909 году, в Александрии, родился его второй сын, Ангелос, ставший впоследствии преподавателем истории искусства в Афинском политехническом институте. В этот период Прокопиу, со своей женой Лулой, совершил ряд путешествий в Германию, Италию и Францию. В этот же период, Прокопиу был дружен с греческими художниками Викатосом и Яковидисом.

## Смирна
В 1911 году, во время своей поездки в Смирну и окружающие регионы, Прокопиу сумел найти и убедить позировать ему, преследуемого османскими властями, разбойника Чакиджи. Однако греческий историк Д. Фотиадис, видевший Чакиджи в своём родном греческом селе Севдикёй, недалеко от Смирны, когда разбойник соревновался с его отцом в стрельбе из карабина, считает образ на картине Прокопиу вымышленным. После своей поездки в Смирну, Прокопиу вернулся в Александрию.
С началом Балканских войн в 1912 году, Прокопиу отправился на фронт. Здесь состоялось его знакомство с военной художницей Флорой Каравиа, которая также проживала в тот период в Александрии.
В 1913 году, с окончанием Балканских войн, Прокопиу покинул Александрию и переселился с семьёй в Смирну, где построил дом и мастерскую.
Начало Первой мировой войны в 1914 году застало его в Смирне. Город был блокирован союзниками с моря. Начались гонения на христианское население Османской империи. Турки были несколько осторожнее в своём отношении к грекам, нежели к армянам, учитывая тот факт, что, в нейтральной ещё, Греции проживало тогда 400 тысяч осман. Мехмед Талаат-паша инициировал создание «амеле тамбуру» (рабочих батальонов), в которые были призваны все греки возрастом 18 — 48 лет. Сам Талаат иронически именовал «амеле тамбуру» «батальонами цивилизованной смерти». Поступающая информация о том, что эти батальоны стали инструментом истребления населения, вынудили жителей города, в том числе Прокопиу, прятаться, чтобы избежать этой мобилизации.
Прокопиу прятался в доме немецкого преподавателя Шнайдера, где создал ряд рисунков карандашом. Прокопиу попытался откупиться от мобилизации, уплатив 50 турецких лир, но всё же был арестован и заключён в лагерь каторжников. Вскоре Прокопиу сумел обезоружить охранника и бежать из лагеря.
Прокопиу укрылся в измирском пригороде Буджа, где в 1915 году стал давать уроки живописи дочери турецкого государственного чиновника. При посредничестве отца своей ученицы, Прокопиу стал писать портреты турецких официальных лиц. К этому периоду относятся первые батальные сцены Прокопиу, с темами из англо-турецких боёв за Дарданеллы.

## Греческая Смирна

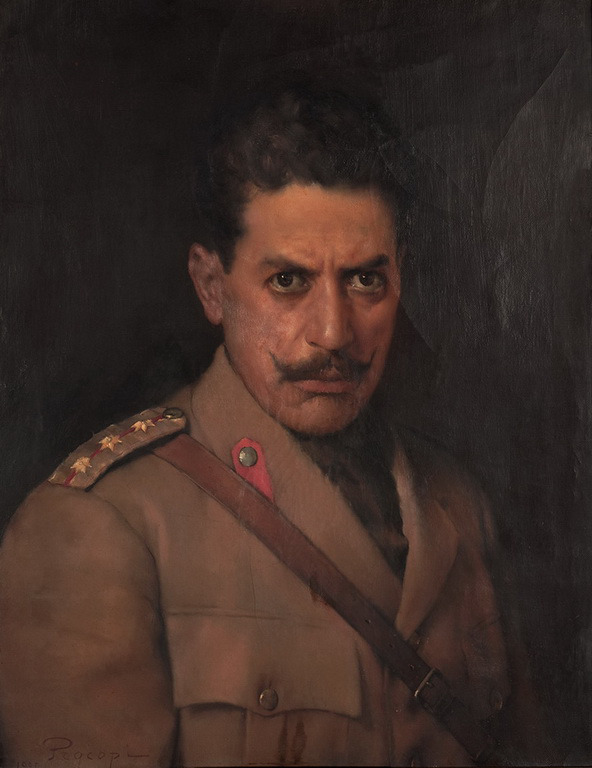
Полковник Георгиос Кондилис

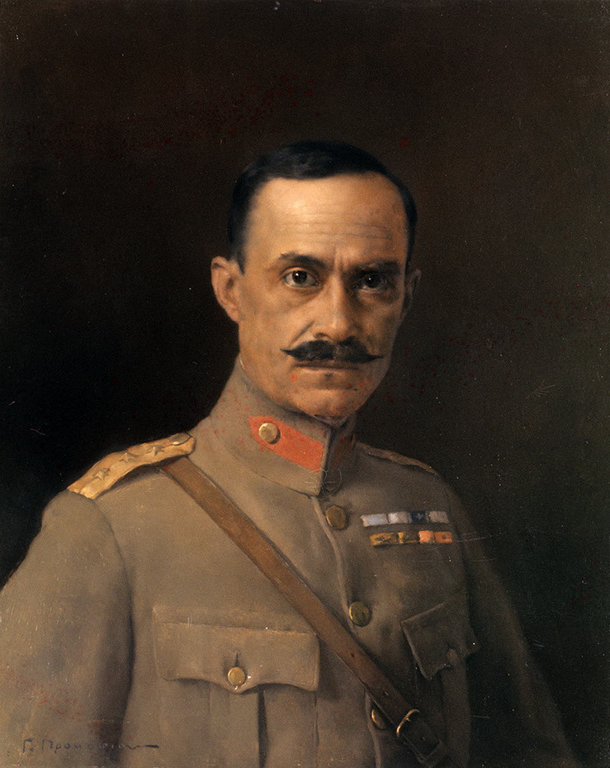
Полковник Николаос Пластирас

После поражения и капитуляции осман в Первой мировой войне, в мае 1919 года греческая армия, по мандату Антанты, взяла регион Смирны под свой контроль. Мандат предписывал Греции контроль региона на 5 лет (до проведения референдума).
Когда греческая армия высадилась в Смирне, встречаемая ликующим греческим населением, на набережной города был установлен огромный портрет работы Прокопиу: на шёлковом полотне был изображён премьер-министр Греции Венизелос.

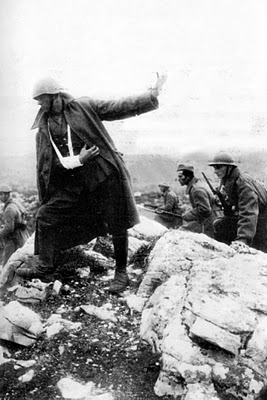
Малоазийский фронт 1921 год. Греческие солдаты перед атакой. Фотография Прокопиу

В 1920 году главнокомандующий греческой армией, Леонидас Параскевопулос, поручил Прокопиу, одновременно с его работой военного художника, произвести кинематографические и фотосъёмки в ходе малоазийского похода греческой армии. В этот период художник познакомился и подружился с греческими офицерами Пангалосом, Гонатасом, Дигенисом, Кондилисом, Пластирасом и английским генералом Bridges.

## Военный художник

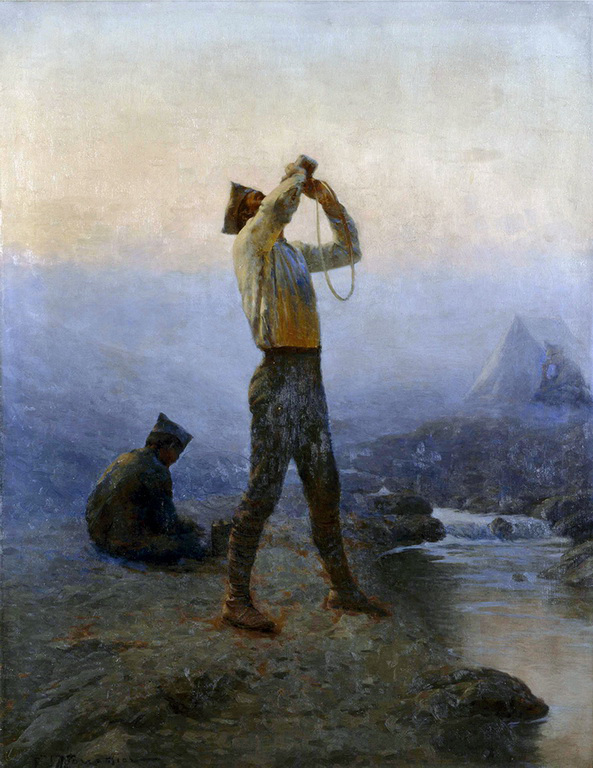
Солдат пьющий воду

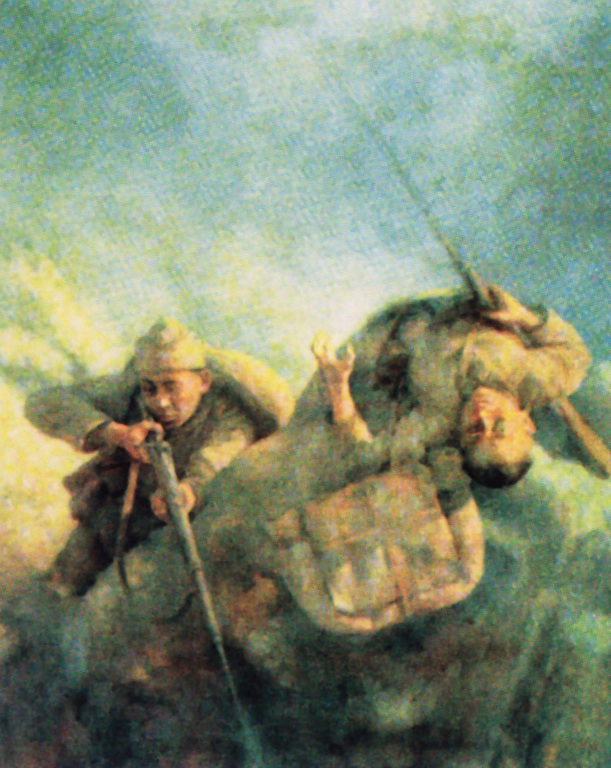
Греческая пехота берёт высоту Кале грото на подступах к Анкаре

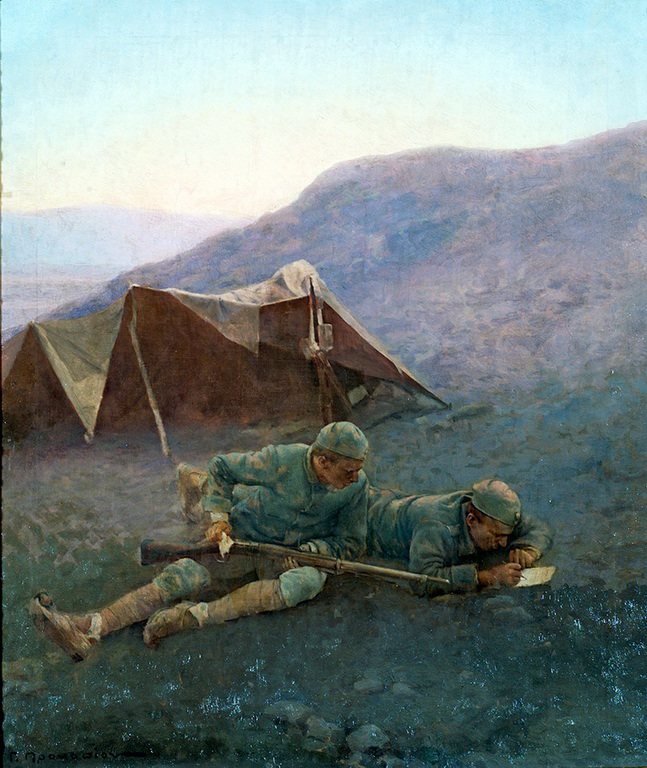
Передышка на фронте

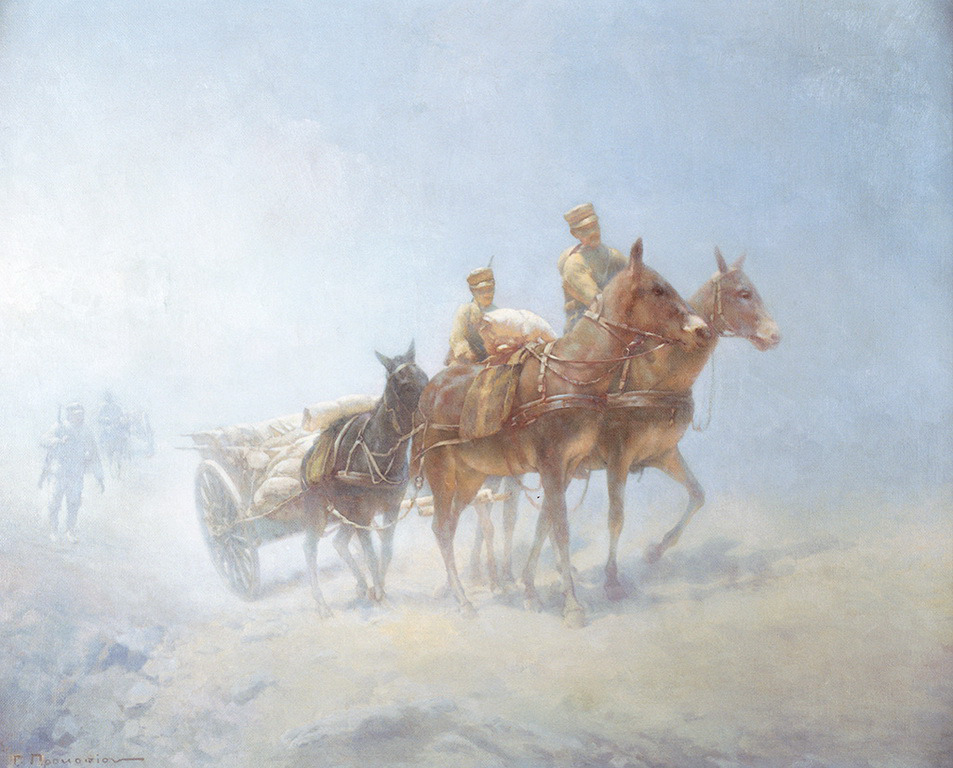
Перевозка припасов

Когда греческая армия высадилась в Смирне в мае 1919 года, ни один из известных военных художников периода Балканских войн не последовал за армией. Монархистское военное руководство периода 1912—1913 годов сочло малоазийский поход ошибкой Венизелоса, что повлияло на решение военных художников. Их место заняли местные художники из Ионии, самым известным из которых стал Прокопиу.

Граничившая с безрассудством, отвага Прокопиу на полях боёв отмечена многими известными офицерами. Полковник Кондилис дал приказ связать Прокопиу, после того как, недовольный позиционной войной, художник вызвал внезапную атаку на турецкие позиции. Кондилис писал из Сард 3 мая 1920 года: 

«Командование сектора неоднократно было вынуждено принять меры ограничения отваги этого любовника своего искусства, который в своих, чрезмерных для художника, попытках пытается уловить даже детали движения стреляющего врага»

.

В подобные моменты горячки боя, во время победных для греческого оружия сражений при Элмали и при Эскишехире, узнал художника и полковник Пластирас. 10 июля 1921 года Пластирас писал из, занятого греческой армией, Эскишехира: 

«… перебегал и за самые близкие к неприятелю линии наших стрелков, неоднократно оказавшись среди взрывающихся снарядов и дождя пуль, чтобы отобразить мимолётные героические эпизоды, которые могут быть переданы вечности только кистью такого отважного и рискованного, сколь и талантливого художника».

Главнокомандующий Параскевопулос вручил Прокопиу «Военный крест», «за то что следовал месяцами за греческой армией в окопах и операциях, служа ей, написав прекрасные картины. В ходе последних операций, принял участие в боях в Малой Азии и Фракии…».
В это период Прокопиу сблизился с эвзонами 5/42 гвардейского полка Пластираса. Пластирас и Гонатас вручили ему сопроводительный сертификат за его деятельность. Солдаты боготворили его, офицеры любили, и все, как маленькие дети, собирались вокруг него и слушали рассказы Прокопиу о его действительных приключениях в, сказочной для греческого солдата, Эфиопии.
Греческая армия продолжила наступление, но не смогла взять Анкару и в порядке отошла назад за реку Саггариос. Как писал греческий историк Д. Фотиадис, «тактически мы победили, стратегически мы проиграли». Монархистское правительство удвоило подконтрольную ему территорию в Малой Азии, но возможностями для дальнейшего наступления не располагало. Одновременно, не решив вопрос с греческим населением региона, правительство не решалось эвакуировать армию из Малой Азии. Фронт застыл на год.
Прокопиу выполнил ряд эскизов и снял серию фотографий во время похода на Анкару. В тот период Прокопиу сумел закончить свои картины «До последнего» и «Письмо гвардейца» (Коллекция Национального банка), «Батарея на рассвете» и др..

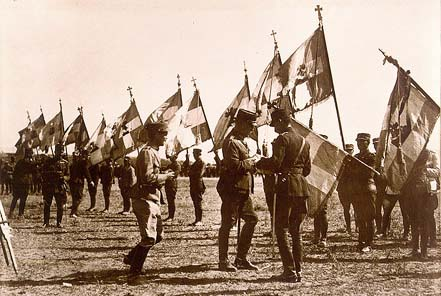
Награждение боевых знамён соединений королём Константином в 1921 году

## 1922 год

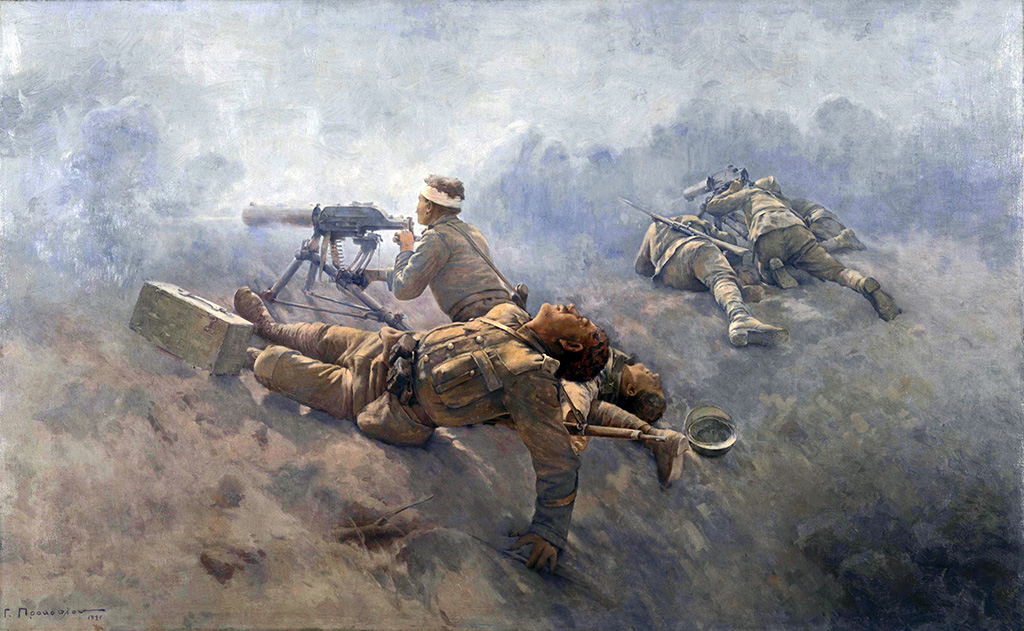
«До последнего»

В марте Пластирас отмечает в своём письме энтузиазм, с которым был встречен на фронте фильм Прокопиу, в котором годом ранее он заснял сцены награждения королём Константином боевых знамён соединений в Эскишехире. Потеряв поддержку своих союзников, греческое правительство не решалось оставить Малую Азию или, как минимум, отступить и расположить войска вокруг Смирны. При этом, греческий экспедиционный корпус продолжал занимать протяжённую линию обороны, не располагая для этого достаточными силами, а вытянутые коммуникации осложняли и без того проблематичное обеспечение армии боеприпасами и снабжением.
В августе 1922 года фронт был прорван. Продвижение турок к Смирне сопровождалось истреблением коренного греческого населения Ионии.
Английский историк Дуглас Дакин пишет, что в том что турки дошли до Смирны можно обвинять греческое руководство, но не греческого солдата. Дакин пишет, что греки, в ходе войны, нанесли туркам серьёзные потери, и что турки были обессилены и не были в состоянии вынести другие испытания. В заключение английский историк пишет, что «как и при Ватерлоо, большое сражение могло иметь этот или противоположный исход»:357.
Греческая армия оставила Смирну. Последовали сожжение города турками и резня населения. Дакин пишет что «митрополит Хризостом Смирнский не выжил, чтобы увидеть печальные последствия французской и итальянской дипломатии. Он умер мучеником, от пыток Нуреддина-паши»:356.
Прокопиу продолжал снимать своей кинематографической камерой эти драматические события. Он не ушёл с армией и оставался в своём родном городе во время Резни и сожжения города турками. Как вскоре (14 января 1923 года) написал его соратник и критик Г. Фтерис «остался сознательно, поскольку взял на себя ответственность за трёхлетнюю историю. Да, армия ушла. Но здесь осталась пленницей Слава стольких лет, крылатые атаки, песни солдат, старые незабываемые триумфы, работы художника, на которых Малоазийский эпос оставил свой солнечный свет».
В сентябре Прокопиу был арестован и приговорён турецким трибуналом к смерти. До ареста Прокопиу, турецкий штаб пользовался его фотоателье. Пленный Прокопиу был вынужден выполнить портрет Нуреддин-паша.
С помощью консула Франции, французскими морскими пехотинцами и на французском катере, ночью были перевезены ящики с кино и фотолентами, свёрнутые в рулоны полотна картин. Прокопиу получил разрешение коменданта турецкой тюрьмы попрощаться с семьёй. С помощью своего соседа, турецкого офицера, и консула Франции, Прокопиу использовал это разрешение и бежал с семьёй на французском пароходе «Пьер Лотти». Пароход прибыл в Пирей к Рождеству (по новому стилю) 1922 года.
Костас Атанатос написал по случаю спасения Прокопиу заметку под заголовком «Ной и его Ковчег», Георгиос Фтерис приветствовал спасение Прокопиу со страниц газеты «Свободная Пресса». Оба были знакомы с Прокопиу по фронту и «были связаны мужским братством». «Прокопиу — писал Фтерис — держал свою палитру как задымленное в боях знамя, рядом с теми, кто бросался на вражеские окопы во время войны. Он запечатлел последнее движение убитого, последний взгляд, жар горящего военного неба, пламя стреляющего орудия- собрал весь цвет беспримерной греческой Славы, прежде чем она была скошена серпом несправедливости…».

## «Мы не были побеждены»

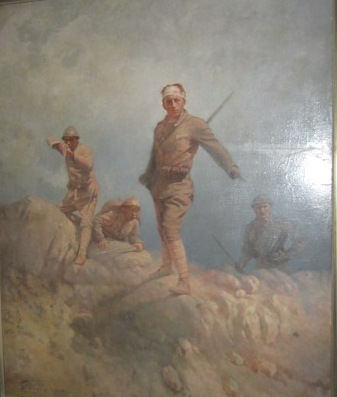
Мы не были побеждены.

Уход греческой армии из Малой Азии и последовавшие истребление и изгнание турками коренного населения Ионии характеризуется термином Малоазийская катастрофа. Французский историк Эдуар Дрио, в работе «La question de l' Orient 1918—1938», писал, что «Малоазийская катастрофа была более масштабной и ужасной, нежели Падение Константинополя (1453)». Французский эллинист Octave Merlier писал, что «Потеря Малой Азии означала конец истории 20 веков. 1453 год ознаменовал конец Византии. 1922 год был более трагическим, поскольку ознаменовал конец малоазийского эллинизма».
Части армии эвакуированные флотом из Ионии свергли монархистское правительство. Но революционное правительство оказалось в тисках геополитических интересов своих «союзников». Боеспособная греческая армия европейской Восточной Фракии не принимала участия в малоазийском походе. Прикрытая от кемалистов, не располагавших флотом, греческим флотом, контролировавшим Дарданеллы, Мраморное море и Босфор, армия была вынуждена, под давлением союзников, оставить Восточную Фракию и без боя и отойти за реку Эврос. Дакин пишет, что при материальной британской поддержке, греческая армия Восточной Фракии могла бы стать непреодолимым препятствием для Кемаля и винит в оставлении Восточной Фракии и Константинополя французскую и итальянскую политику:363.
Греческий историк и бывший министр иностранных дел, Яннис Капсис, пишет, что Фракия и Константинополь не были взяты Кемалем, а были подарены ему «нашими бывшими союзниками».
На фоне этих событий и с помощью лидера революции 1922 года, Пластираса, в 1923 году Прокопиу организовал выставку своих 70 военных картин в залах Политехнического института. По случая выставки, Прокопиу выпустил брошюру с фотографиями и репродукциями под заголовком «Выставка военных картин, спасённых из Катастрофы Смирны».
Выставка вызвала восторженные отзывы прессы и художников Яковидиса, Г. Хадзопулоса и Т. Томопулоса.
Выставка вызвала идею о создании Военного музея, начальным ядром которого могли бы стать работы Прокопиу. Работы Прокопиу выражали чувства значительной части фронтовиков: недоумение и гнев по поводу того, как малоазийская эпопея армии обернулась величайшей трагедией для коренного населения Ионии, Гнев по поводу того, что греческие солдаты, посланные союзниками в Малую Азию, ими же и были преданы. Гнев за напрасно пролитую на полях сражений кровь греческих солдат. Гнев за кровь невинного гражданского населения Смирны, истреблённого на виду союзных кораблей, «одного холостого выстрела с которых по турецкому кварталу, было бы достаточно чтобы прекратить Резню». Имя одной из работ Прокопиу «Мы не были побеждены», характеризует этот период его душевного состояния и творчества и его не сломленный боевой дух.
Но греческая «Армия Эвроса» готовая к броску на Константинополь, которая согласно Дугласу Дакину «могла без особых проблем молниеносно занять Константинополь и изгнать турок из Восточной Фракии» была использована британской и греческой дипломатией лишь как угроза туркам во время переговоров переговоров в Лозанне. Обеспечив британские интересы и долгожданный мир в Восточном Средиземноморье Керзон убедил, вернувшегося к власти, Венизелоса подписаться под соглашением. Венизелос, занятый проблемой 2-х миллионов беженцев, сумел лишь избежать выплаты финансовой компенсации туркам:363. Прокопиу остался «последним поэтом Великой идеи. Его солдаты продолжали воевать и умирать достойные героической судьбы».
С 1923 по 1928 год художник, замкнутый в своей мастерской, писал сцены войны, возвращая к жизни своих погибших боевых товарищей. Лишь к концу этого периода, мирные пейзажи Аттики стали занимать заметное место в его творчестве. В 1924 году Прокопиу был награждён медалью «За военные заслуги», «за то что в длительных и жестоких боях на малоазийских полях сражений, рискуя собственной жизнью на передовой навеки запечатлел незабываемую эпопею дело нашей армии, передав его последующим поколениям», Военный министр Г. Кондилис.

## Афины

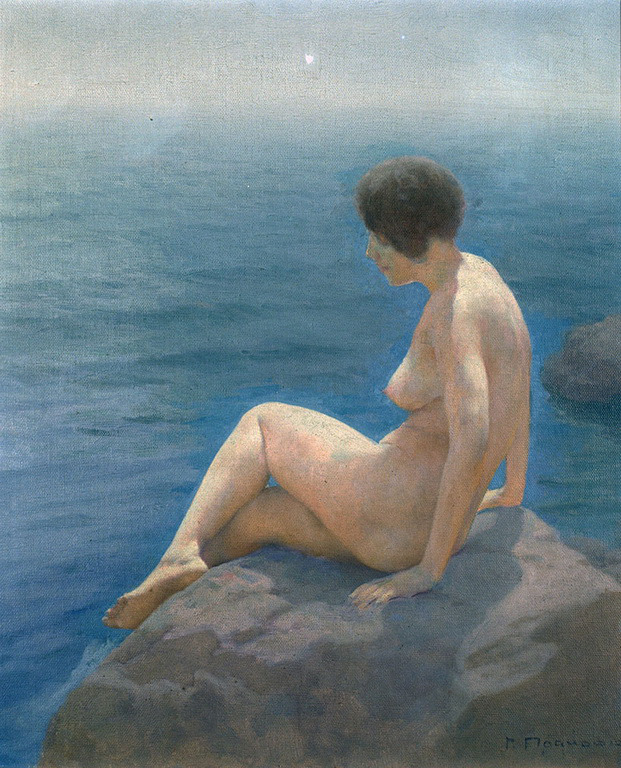
Актриса Заза Бриланти на пляже

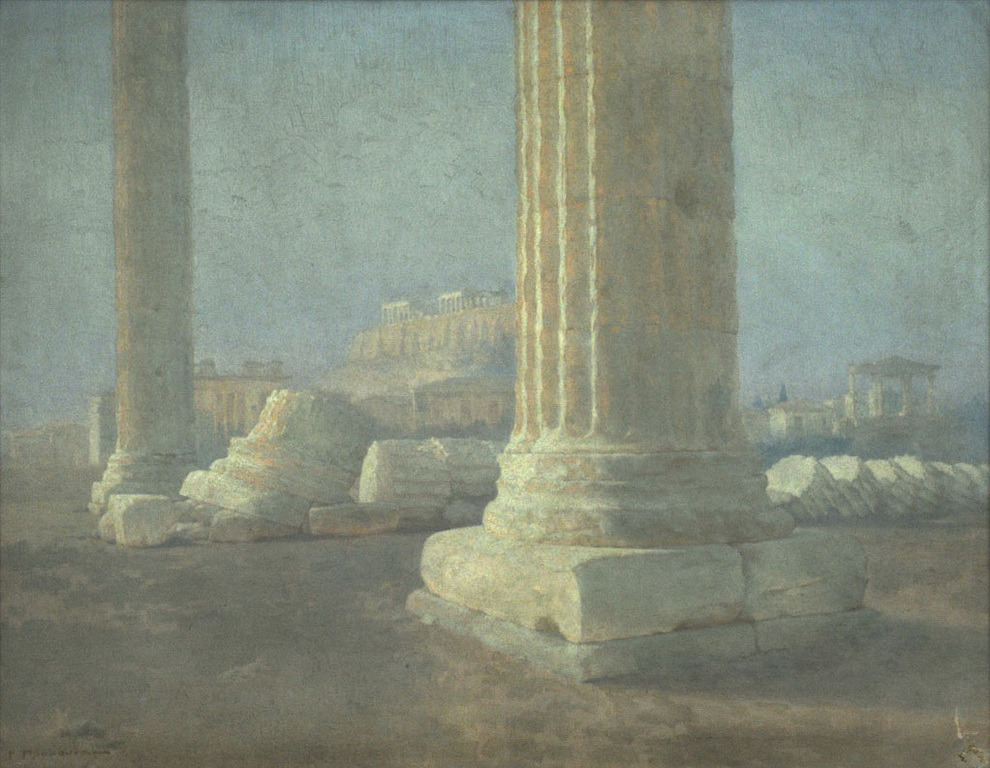
Колонны храма Зевса Олимпийского

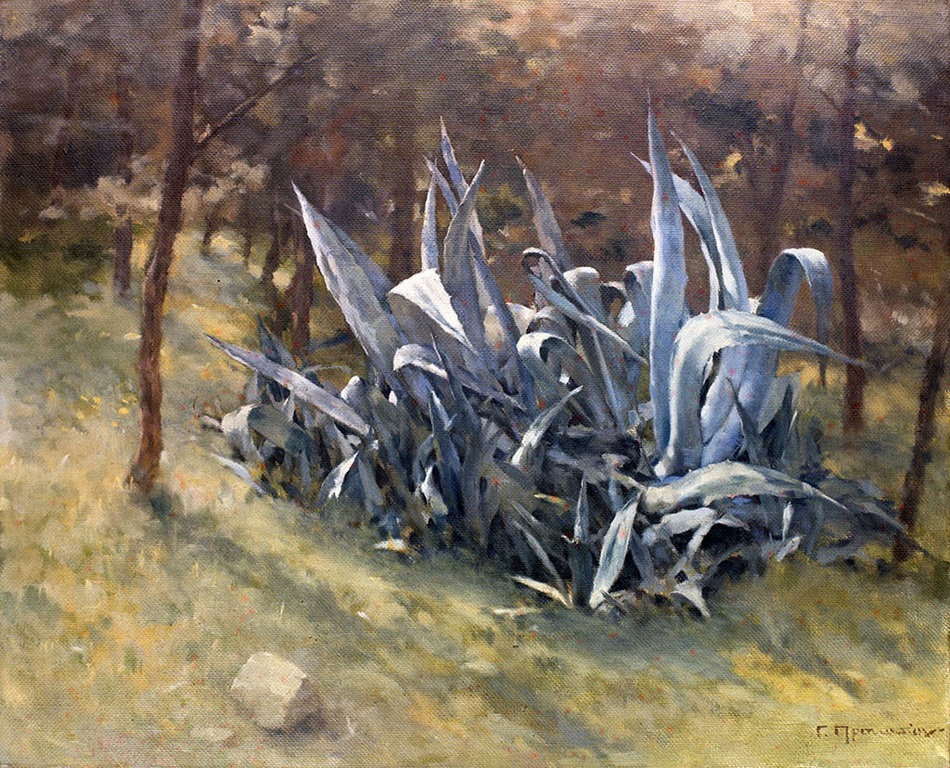
Агава

В 1925 году Прокопиу удалось построить свой дом в Афинах. В том же году его мастерскую посетил наследник императора Абиссинии Рас (принц) Тафари, который будучи коронован императором Эфиопии взял себе имя Хайле Селассие I. Прокопиу выполнил портрет наследника.
В 1926 году Прокопиу произвёл свои последние кинематографические съёмки в парламенте, по случаю провозглашения Республики. Фильм был выкуплен министерством внутренних дел. Часть фильма осталась в собственности Прокопиу и была воспроизведена в 1952 году в Нью-Йорке его сыном, Ангелосом.
В том же, 1926, году Прокопиу выполнил портрет французского генерала Girard, и греческого писателя Нирванаса.
В 1928 году Прокопиу принял участие в выставке общества «Парнас». Венизелос, Элефтериос, посетив выставку, купил его «Горниста».
В этот период тематикой его картин стали античные развалины, обнажённые женские тела и купальщицы (к примеру картина обнажённой афинской актрисы Заза Бриланти на пляже) агавы холма Ардиттос, по-прежнему военные сцены, портреты Эммануила Цудероса, Луки Накоса, неизвестной цыганки.
К 1930 году наблюдается поворот Прокопиу в сторону импрессионизма. Прокопиу пишет ряд пейзажей «Тезаурус афинян» (в Дельфах-1934), «Оливковая роща Амфисы» и др.
В 1935 году Г. Кондилис, будучи премьер-министром и королевским регентом, поручил Прокопиу выполнить военную медаль и повторить Битву при Иссе итальянского художника Пьетро да Кортона, но «с яркими цветами».
В 1936 году Прокопиу принял участие в выставке «Союза греческих художников», выставив свои «Дельфийский пейзаж», «Агавы холма Ардиттос», натюрморты, портрет немецкого бригадного генерала Hans Rohde.
В 1937 году Прокопиу принял участие в создании Группы греческих академических живописцев. В этот же период он выполнил портреты премьер-министра Метаксаса, мэра Кодзиаса, экономиста Дросорулоса.
В 1938 году Прокопиу принял участие в Всегреческой выставке в Заппион, выставив свои «Агавы», «Королевский сад», «Акрита».
В 1939 году Прокопиу принял участие в выставке «Союза греческих художников», выставив свой «Поднос с яблоками», «Белые розы» и др. работы.
Параллельно Прокопиу выполнил ряд семейных портретов и работу «Лазурная девушка».
В том же году Прокопиу принял участие в Всегреческой выставке в Заппион, выставив свои работы «Боец», «Утренняя гармония», «Крестьянин» и в выставке Очага Новой Смирны, выставив работы «Девушка Смирны», «Поднос». Отдыхая в Камена Вурла Прокопиу написал картины «Платаны», «Женщина кормящая грудью», «Рыбак» и «Лавры».

## Последняя война Прокопиу

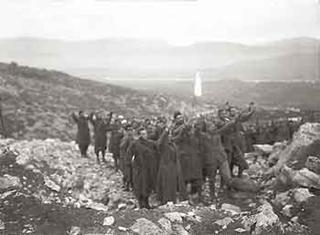
5 декабря 1940 года. Итальянцы сдаются греческой армии. Фотография Прокопиу

28 октября 1940 года началось итальянское вторжение в Грецию. Сын, Андреас был мобилизован, Ангелос добровольцем ушёл на фронт.
Прокопиу пишет композицию в двух вариантах посвящённую Сражению на Пинде. Но для старого военного художника и фронтовика этого было недостаточно. Когда Греция, в отличие от некоторых других европейских государств, отказалась капитулировать, Прокопиу «дрогнул». Почти старик, 64-летний и с больными бронхами, он стал внезапно другим человеком. «Все кто видели его в те дни, не забудут его никогда». Он привёл в движение все располагаемые им связи, чтобы ему разрешили отправиться на фронт. Он обегал министерства и штабы, выпрашивая разрешение у знакомых и незнакомых ему людей. Наконец, 18 ноября 1940 года, Прокопиу написал письмо премьер-министру Метаксасу:
«Двое моих сыновей — солдаты священной борьбы Отечества…
Я стыжусь оставаться здесь, в то время как сыны Эллады пишут своей кровью новую эпопею непревзойдённого героизма…
Чувствую в себе кипящую молодую кровь. 28 октября Вы совершили это чудо. Вы вернули нам 25 лет, с их энтузиазмом и греческим молодечеством.
Прошу вашего приказа, дозволяющего моей отправки на фронт, чтобы увековечить что-то из героической эпопеи, которая пишется там, в прославленных и окровавленных горах Эпира и Македонии.
Я имел счастье, с 1912 года, следовать за армией во всех сражениях нации, в качестве военного художника, и своей кистью внести маленький камешек в вечное строение Греции.
Не откажите мне, господин Премьер, в этом счастье и сегодня.
Г. Прокопиу, военный художник. Медаль „За военные заслуги“, „Военный крест“.».
Девятью днями позже был получен положительный ответ главнокомандующего, с сопроводительным письмом «командирам больших соединений». Прокопиу, "радостный как ребёнок, отправился на заснеженные горы Албании, как на свидание с Победой, в которой он был уверен. Он торопился своей кистью провозгласить нации новое Воскресение и подтверждение своего «Мы не побеждены» («Εμείς δεν νικηθήκαμε») «.
Прибыв на фронт, Прокопиу случайно встретился с сыном Ангелосом, во время боя в горах Эпира. Прокопиу успел снять серию фотографий и выполнить ряд эскизов, которые должны были стать материалом для его будущих картин. Он также начал писать на месте, маслом, картину Аргирокастрон (осталась незаконченной). Его последнее письмо жене с фронта датировано 13.12.1940: „..не переживай за меня…Я, с помощью Богородицы, изучаю материалы на месте, чтобы увековечить непревзойдённым героизмом, патриотизмом и самопожертвованием дело нашей армии. В этом моём стремлении, мне помогает Богородица, которая защищает меня там, где опасность неизбежна“.
Спя в палатке при температуре минус двадцать, пожилой художник заболел и умер от сердечной недостаточности в автомобиле, 20 декабря, недалеко от албанского города Тепелена. Тело Прокопиу было перевезено в Афины и захоронено с почестями полковника. Его смерть была отмечена во всех греческих газетах.
Его сын, Ангелос, впоследствии писал: „Я оплакал его с горечью, но и с гордостью, за ту кончину, которой его удостоили боги войны — его боги. Его явление и путь в жизни было акритским, как и последний его образ, там на Пинде, в снегах, где я его встретил перед смертью“».

## Память
После окончания Второй мировой войны, в марте 1948 года, в основанном малоазийскими беженцами афинском квартале Неа Смирна (Новая Смирна), были организованы художественные поминки Прокопиу. В поминках приняли участие Н. Пластирас, бывший премьер-министр Э. Цудерос и сотни земляков из Смирны.
В честь Георгиоса Прокопиу, в Новой Смирне названа улица.

## Современники и критики о Прокопиу

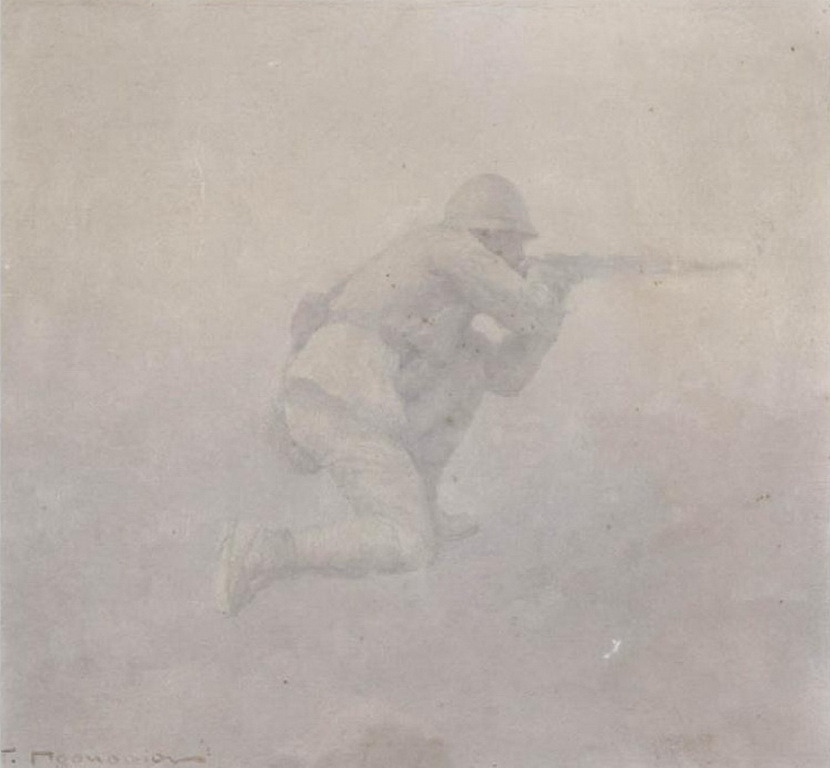
Стрелок

Прокопиу был охарактеризован искусствоведами, включая его сына, Ангелоса, «художником женщины и войны». Искусствовед М. Кирьяку-Димитриаду писала после выставки организованной через 15 лет после смерти художника: «сцены войны, воодушевления, агонии и страха, которые однако даны в странной и своеобразной манере, на сером фоне тумана и сна, так, что они более не похожи на войну, но на цветовую эпическую песнь».
М.Кирьяку-Димитриаду продолжает, что жизнь художника была связана с военными перипетиями нации, из которых он черпал тематику как оператор и художник. Было естественным, что он умер на фоне и по причине войны.
Генерал К.Макрис, товарищ по оружию и друг Прокопиу:
«Как старый солдат, познавший жизнь на фронте, говорю о другом солдате, которому по праву принадлежит лавровый венок, не только за все прекрасные моменты жизни и боёв наших бойцов, которые ухватил его острый острый глаз, чтобы подарить их эллинскому бессмертию, но и за радость и энтузиазм, которые дарило его присутствие в сердцах наших солдат.
Я узнал его в работе и познал его широкую и благородную душу воодушевлённого настоящего художника. Я узнал его бескорыстный патриотизм, его чистый энтузиазм и бесконечную любовь к Матери Элладе.
Потому что Прокопиу, прежде и более всего, был патриотом! Патриотом бесхитростным, полным веры, самоотверженности, энтузиазма, который он умел животворить и передавать в своих работах».
"Греческая армия и искусство познали и других военных художников, начиная с придворного Г. Ройлоса комико-трагической войны 1897 года, до славной когорты художников баталистов Балканских войн, таких как Флора-Каравиа, Талия, Стратигос, Ферекидис. Но эти художники, по большей части, следовали за Генеральным штабом и пережили эхо войны, но не саму войну. И это эхо они перенесли в своих работах. В отличие от них, Прокопиу пережил войну, её бои, дым, агонию, её ужас и героизм. Он был рядом с солдатом, рядом с ожидающим Славы младшим офицером, решительный, готовый принять смерть так же как они, делил с ними сухой хлеб и соленоватую воду пустыни и воевал, воевал мужественно, оружием подаренным ему Судьбой — кистью художника! Это работы не художника, но бойца, который пережил, прежде чем написать, картину «До последнего».
«И когда жестокая судьба решила чтобы наша прославленная Малоазийская армия, униженная, вернулась назад, воин Прокопиу не согнулся! С горящими от гнева глазами, он громогласно заявил, чтобы ветра разнесли по всему миру, как гром молнии и как проклятие Мы не были побеждены („Εμείς δεν νικηθήκαμε“)».

## Кинооператор и фотограф
Прокопиу, в качестве военного художника, фотографа и кинематографиста, принял участие и освещал все военные события греческой нации с 1912 по 1940 год. Камере Прокопиу мы обязаны уникальным документом сожжения Смирны турками. В общей сложности,Прокопиу снял, примерно, 14 000 метров фильмов.
Историки греческого кинематографа делят его на три периода: 1906—1927, 1928—1940, и сегодняшний. История документального фильма в Греции следует подобной периодизации. Вехой в истории документального фильма стал 1922 год, когда на фронт отправились Прокопиу и братья Газиадисы.
Прокопиу не ограничивался официальными съёмками Он снимал сцены ежедневной жизни солдат в военных лагерях, сцены смерти простого солдата на поле боя. Он снимал караваны беженцев на пути опустошения и катастрофы. Своей камерой он лишал войну её триумфального величия, после чего война предстала во всём своём ужасе для простого человека. Начиная с Прокопиу, состоялся переход от киножурнала к документальному фильму.
Яннис Солдатос, в своей «Истории греческого кинематографа» пишет, что эти 14 000 метров плёнки, заснятой Прокопиу, «были использованы, как материал-ссылка о той эпохе, во всех последующих фильмах, которые были посвящены новейшей истории Греции». Прокопиу остался более всего «военным репортером» и не имел другого отношения к греческому кинематографу. В этом он был уникален.